# Filippo Cecchi
Padre Filippo Cecchi, nato Giulio Isdegerde Cecchi (Ponte Buggianese, 31 maggio 1822 – Firenze, 1º maggio 1887), è stato un fisico, religioso e inventore italiano, abile costruttore di strumenti scientifici.

## Biografia
Dopo aver studiato presso le Scuole Pie di Firenze, entrato nell'ordine degli Scolopi, studiò scienze fisiche e matematiche nel collegio fiorentino di S. Giovannino e fu compagno di studi di Alessandro Serpieri.
Le sue occupazioni erano l'insegnamento e la ricerca che si estese dall'elettromagnetismo, alla telegrafia e specialmente alla meteorologia e sismologia. Diresse l'Osservatorio Ximeniano a Firenze dal 1872 al 1887 sviluppando quella stazione meteorologica e favorendo la nascita di altre in Toscana (a Fiesole, Lugliano, Pescia, La Verna). Cecchi inoltre dotò l'Osservatorio di un importante centro sismologico.
Cecchi ideò e realizzò personalmente vari tipi di sismografi, progettò il grande termometro e barometro che fu collocato nella Loggia dell'Orcagna a Firenze e che oggi si trova esposto nel Museo Galileo, apportò migliorie agli apparecchi telegrafici e nel 1854 costruì una nuova elettrocalamita. In occasione della Prima Esposizione Italiana svoltasi a Firenze nel 1861, Cecchi presentò un nuovo tipo di motore elettrico; egli inoltre restaurò lo gnomone installato nel Duomo di Firenze da Leonardo Ximenes, ripetendo in quell'occasione le esperienze di Foucault (pendolo di Foucault).
Filippo Cecchi fu membro non residente a Roma della Accademia Nazionale dei Lincei e venne eletto vicepresidente della Società Meteorologica Italiana (da lui fondata insieme a Francesco Denza) che, nel 1885, tenne il suo primo Congresso a Firenze.
Morì a Firenze il 1º maggio 1887 e fu sepolto nel cimitero di Ponte Buggianese. Il 20 novembre 1977 i suoi resti furono traslati nella Propositura di San Michele Arcangelo.

## Opere e bibliografia
- Terremoti di Firenze del 23 dicembre e del 12 marzo 1878, di Cecchi F., in "Bullettino del Vulcanismo Italiano", A.V (1878), fasc. VI-VIII, p. 63, Roma 1878
- Sismografo elettrico a carte affumicate scorrevoli, di Cecchi F., in "L'Elettricista", A.I (1877), N.1º gennaio, Firenze 1877